# اوسلار
اوسلار (به مجاری: Oszlár) یک منطقهٔ مسکونی در مجارستان است که در بورشود-آبااوی-زمپلن واقع شده‌است.